# Mustapha Mansouri
Pour les articles homonymes, voir Mansouri.
Mustapha Mansouri (né le 22 août 1953 à Nador, Maroc), il a été le ministre de l'Emploi et de la Formation professionnelle.

## Biographie

### Études
À l'université de Reims, Mustapha Mansouri a obtenu une licence en sciences économiques en 1974 et une maîtrise en sciences économiques en 1976. Il est aussi titulaire dès 1978 d'un diplôme d'études approfondies de l'université de Nanterre Paris X et d'un doctorat de troisième cycle en économie obtenu à l'université de la Sorbonne à Paris en 1981. Il a également obtenu en 1991 un doctorat d'État en économie à l'université Mohammed-V de Rabat. À Reims, Mustapha Mansouri était président de la section locale de l'Union nationale des étudiants du Maroc (UNEM).

## Fonctions occupées
- Professeur universitaire depuis 1981, il est également député à la province de Nador.
- De 1992 à 1998, il est président du groupe RNI au parlement et président de la région orientale et du conseil municipal d'Al Arouit.
- Il a été notamment membre du groupe de contact avec le Parlement européen. Il est en outre membre du conseil d'administration de l'Agence de la promotion et du développement des préfectures et provinces du nord, et du comité de rédaction de la Revue marocaine d'administration locale et du développement.
- Il a représenté le Maroc lors de plusieurs colloques et rencontres scientifiques internationaux dans le cadre du Programme des Nations unies pour le développement, de l'École nationale d'administration du Canada, de l'Institut international d'administration à Paris, de l'Union européenne.
- Le 14 mars 1998, il est nommé ministre du Transport et de la Marine marchande par le roi Hassan II.
- Le 6 septembre 2000, le roi Mohammed VI le nomme ministre de l'Industrie, du Commerce, de l'Énergie et des Mines.
- En novembre 2002, il devient ministre de l'Emploi et de la Formation professionnelle.
- Du 27 mai 2007 au 23 janvier 2010, il est secrétaire général du parti Rassemblement national des indépendants (RNI), accédant à ce poste à l’issue des travaux de son quatrième congrès. Il a été débarqué par Salaheddine Mezouar à la tête du courant des « réformateurs ».
- Du 15 octobre 2007 au 9 avril 2010, il est président de la Chambre des représentants sous le gouvernement Abbas El Fassi.
- Le 12 juin 2009, il est élu aux élections communales dans la commune de El-Aroui (province de Nador). Il est élu maire de la ville.
- Depuis 2014, il est ambassadeur du Maroc en Arabie saoudite.

## Sources
- (fr) ou (ar) Site du gouvernement marocain
- (fr) ou (ar) Site du Ministère de l'Emploi et de la formation professionnelle avec une biographie du ministre Mustapha Mansouri
- Site web du RNI